# Cratere Perepelkin (Marte)
Perepelkin è un cratere sulla superficie di Marte.
Il cratere è dedicato all'astrofisico sovietico Evgenij Jakovlevič Perepelkin.